# Images and Words
Images and Words — музичний альбом гурту Dream Theater. Виданий 1992 року. Загальна тривалість композицій становить 57:07. Альбом відносять до напрямку прогресивний метал. 

## Список пісень
1. "Pull Me Under" - 8:11
2. "Another Day" - 4:22
3. "Take the Time" - 8:21
4. "Surrounded" - 5:28
5. "Metropolis - Pt. 1: 'The Miracle and the Sleeper'" - 9:30
6. "Under a Glass Moon" - 7:02
7. "Wait for Sleep" - 2:31
8. "Learning to Live" - 11:30